# Windows 95
El Windows 95 (nom en codi Chicago) és un sistema operatiu orientat al consumidor desenvolupat per Microsoft dins de la seva família de sistemes operatius Windows. Va ser publicat el 15 d'agost de 1995 i posat a la venda al detall el 24 d'agost del 1995. Windows 95 va fusionar els productes MS-DOS i Microsoft Windows, anteriorment separats, i va presentar millores significatives respecte el seu predecessor, el Windows 3.1x, sobretot en l'apartat d'interfície gràfica i les seves característiques simplificades de "plug-and-play". També va rebre importants canvis en el sistema operatiu en si, com el pas d'una arquitectura de 16 bits bàsicament multi-tasca cooperativa a una arquitectura multi-tasca preventiva de 32 bits.
Acompanyat d'una amplia campanya de màrqueting, Windows 95 va introduir nombroses funcions i característiques que s'han presentat també en versions posteriors de Windows, com la barra de tasques o el botó d'inici. Tres anys després de la seva introducció al mercat, va ser substituït per Windows 98. Microsoft va posar fi al suport estès de Windows 95 el 31 de desembre de 2001.

## Desenvolupament
Abans del llançament oficial de Windows 95, els usuaris dels Estats Units i del Regne Unit van tenir la oportunitat de participar en el Programa de previsualització de Windows 95. Per 19.95US$/19.95£, els usuaris rebien varis disquets de 3,5 polzades que utilitzarien per instal·lar Windows 95, ja sigui com un actualització de Windows 3.1x o com una instal·lació nova. Els participants també van rebre una vista prèvia gratuïta de MSN, el servei en línia que Microsoft va publicar juntament amb Windows 95. Durant el període de previsualització, Microsoft va establir varis punts de distribució electrònica per la documentació promocional i tècnica de Chicago, incloent un document detallat pels revisors del mitjans que descrivia els aspectes més destacats del nou sistema operatiu. Les versions de previsualització van expirar el novembre de 1995, i els usuaris que van rebre aquesta versió van haver de comprar la seva copia final de Windows 95.

## Característiques

### Arquitectura
Windows 95 va ser dissenyat per se el més compatible amb els programes i controladors de dispositius MS-DOS i Windows de 16 bits existents, a la vegada que ofereix un sistema més estable i de millor rendiment. El nivell més baix del sistema operatiu consisteix en un gran nombre de controladors de dispositius virtuals (VxDs) que s'executen en mode protegit de 32 bits i una o més màquines virtuals DOS que s'executen en mode virtual 8086. Els controladors de dispositius virtuals són responsables de utilitzar els dispositius físics com targetes gràfiques i de xarxa, emular dispositius virtuals utilitzats per les màquines virtuals o proporcionar diversos serveis de sistema. Els tres controladors de dispositius virtuals més importants són:

#### Administrador de màquines virtuals (VMM32.VXD)
Responsable de la gestió de memòria, gestió d'esdeveniments, gestió d'interrupcions, càrrega i inicialització de controladors de dispositius virtuals, creació de noves màquines virtuals i programació de sub-processos.

#### Gestor de configuració (CONFIGMG)
Responsable d'implementar la funcionalitat "Plug & Play"; monitorar els canvis en la configuració del maquinari; detectar dispositius utilitzant enumeradors de bus; i assignar ports d'Entrada/Sortida, IRQs, canals DMA i memòria d'una manera lliure de conflictes.

#### Administrador de sistemes d'arxius instal·lables (Subsistema d'E/S)
Coordina l'accés als sistemes de fitxers compatibles. Windows 95 es va subministrar inicialment amb suport per a FAT12, FAT16, l'extensió VFAT, ISO 9660 (CDFS) i re-direccionadors de xarxa, amb versions posteriors que admeten FAT32.

### Interfície gràfica
Windows 95 va introduir el concepte d'escriptori, i va ser redissenyat per contenir accessos directes a aplicacions, fitxers i carpetes. En Windows 3.1, l'escriptori es va utilitzar per mostrar icones d'aplicacions en execució. En Windows 95, les aplicacions actualment en execució es mostren com a botons en una barra de tasques en la part inferior de la pantalla. La barra de tasques també contenia una àrea de notificació utilitzada per mostrar icones d'aplicacions en segon pla, un control de volum i la hora actual.
El menú d'inici, des del qual s'accedeix fent clic sobre el botó "Inici" de la barra de tasques, es van introduir com una mitjà addicional per iniciar aplicacions o obrir documents. Al mateix temps que manté els grups de programes utilitzats pel seu predecessor l'Administrador de programes, també mostra les aplicacions dins dels submenús en cascada. L'Explorador de Windows va substituir el File Manager de Windows 3.1x.
La interfície d'usuari era completament diferent de les versions anteriors de Windows, però el llenguatge de disseny no tenia cap nom especial com Metro, o Material Design. Dins de Microsoft, el projecte encarregat de la interfície gràfica s'anomenava Stimpy.
L'any 1994, els dissenyadors de Microsoft Mark Malamud i Erik Gavriluk es van ajuntar amb Brian Eno per compondre música pel projecte de Windows 95. El resultat va ser el so d'inici de Windows 95.

### Internet Explorer
Windows 95 es subministrava originalment sense Internet Explorer, i la instal·lació predeterminada, no instal·lava el TCP/IP (el protocol utilitzat a Internet). Durant la data de llançament de Windows 95, Internet Explorer 1.0 ja estava disponible, però només s'incloïa amb el paquet Plus!, que es venia per separat. Aquest paquet no va arribar a tants consumidors com el propi sistema operatiu, però s'incloïa en les versions preinstal·lades (OEM).
Windows 95 OEM Service Release 1 va ser la primera versió de Windows en incloure Internet Explorer 2 juntament amb el sistema operatiu. Tot i que no tenia un desinstal·lador, es podia eliminar fàcilment. La versió 2 del Service Release incloïa Internet Explorer 3. La instal·lació de Internet Explorer 4 en Windows 95 (o la versió OSR 2.5 preinstal·lada) va donar a Windows 95 la característica Active Desktop i la integració del navegador en Windows Explorer, conegut conegut com a Windows Desktop Update. La versió en CD de l'última versió de Windows 95 (OSR 2.5) inclou Internet Explorer 4, que s'instal·la una vegada finalitzada la configuració inicial i la primera arrancada del sistema.
Mentre que només la sèrie 4.x del navegador contenia l'opció d'instal·lar característiques de Windows Desktop Update, la següent versió 5.x tenia l'opció oculta. Editant el fitxer de configuració de l'instal·lador ubicat en una carpeta temporal feia que la funció estigués activa a l'instal·lador. L'última versió d'Internet Explorer compatible amb Windows 95 és la 5.5.

### Noms de fitxers llargs
L'accés a fitxers de 32 bits és necessari per la funció de noms de fitxers llargs introduït amb Windows 95 mitjançant l'ús de l'extensió de sistema de fitxers VFAT. Està disponible tan per programes de Windows com per programes MS-DOS iniciats des de Windows (han de ser adaptats lleugerament, ja que l'accés a noms de fitxers llargs requereix l'ús de búfers de noms de ruta més grans, i per tant, diferents crides de sistema). Els sistemes operatius compatibles amb DOS llançats abans de Windows 95 no poden veure aquests noms. L'ús de versions anteriors d'utilitats DOS per manipular fitxers significa que els noms llargs no són visibles i es perden si es mouen o es re-anomenen els fitxers, així com per la copia (però no l'origina), si es copia el fitxer. Durant l'actualització automàtica d'un sistema a Windows 95 des de Windows 3.1, s'identifiquen i deixen d'estar disponibles les utilitats DOS i de tercers que poden destruir noms de fitxers llargs. Quan Windows 95 s'inicia en mode DOS, per exemple, per executar programes DOS, es bloqueja l'accés a baix nivell als discs. En el cas que aparegui la necessitat de dependre d'utilitats de disc que no reconeguin noms de fitxers llargs, com la utilitat de desfragmentació de MS-DOS 6.x, es proporciona una crida a un programa anomenat LFNBACK per a realitzar copies de seguretat i restauracions de noms de fitxers llargs des del CD de Windows 95.

### Dependència de MS-DOS
Pels usuaris finals, MS-DOS apareix com un nou component subjacent de Windows 95. Per exemple, és possible evitar la càrrega de la interfície gràfica d'usuari i arrancar el sistema en un entorn MS-DOS en mode real. Això es va fer inserint command.com en el fitxer autoexec.bat. Això va provocar un debat entre usuaris i professionals sobre fins a quin punt Windows 95 és un sistema operatiu o simplement un intèrpret de comandes gràfic que s'executa sobre de MS-DOS.
Quan s'inicia la interfície gràfica de l'usuari, l'administrador de la màquina virtual s'encarrega de les funcions relacionades amb el sistema de fitxers i el disc. Això contrasta amb les versions anteriors de Windows que depenen de MS-DOS per a realitzar l'accés als fitxers i discs. Mantenir el MS-DOS en la memòria permet a Windows 95 utilitzar controladors de dispositius DOS quan no es disposa de controladors adequats per a Windows; Windows 95 és capaç d'utilitzar controladors de 16 bits de Windows 3.x.
A diferència de WIndows 3.1x, els programes DOS que s'executen en Windows 95 no necessiten controladors pel ratolí, el CD-ROM i la targeta de so; en comptes d'això, s'utilitzen controladors de Windows. HIMEM.SYS segueix sent necessari per iniciar Windows 95. EMM386 i altres administradors de memòria, encara són utilitzats per programes DOS heretats. A més a més, els ajustaments CONFIG.SYS i AUTOEXEC.BAT no tenen cap efecte en els programes de Windows.
Al iniciar, el component MS-DOS en Windows 95 respon a la tecla F8 mitjançant la pausa temporal del procés d'inici predeterminat i la presentació del menú d'opcions d'inici de MS-DOS. Això permet a l'usuari continuar iniciar Windows normalment, iniciar Windows en mode segur o sortint de l'indicador de DOS.
Com a conseqüència d'estar basat en DOS, Windows 95 ha de mantenir les estructures de dades internes de DOS sincronitzades amb les de Windows 95. Al iniciar un programa, inclús un programa natiu de Windows de 32 bits, MS-DOS s'executa temporalment per crear una estructura de dades coneguda com el prefix de segment de programa. Inclús és possible que MS-DOS es quedi sense memòria mentre ho fa, impedint el llançament del programa.

## Requeriments
Els requeriment oficials del sistema eren un processador Intel 80386DX de qualsevol velocitat, 4 MB de memòria RAM i 50-55 MB d'espai al disc dur. Aquestes afirmacions es van fer amb la finalitat de maximitzar el mercat disponible per les migracions des de Windows 3.1. Aquesta configuració depenia en gran manera de la memòria virtual i només era òptima per l'ús productiu en estacions de treball dedicades a una sola tasca. Era possible executar Windows 95 en un SX 386, però el rendiment era molt baix degut al seu bus de dades de 16 bits. Per aconseguir un rendiment òptim, Microsoft recomana una CPU Intel 80486 o compatible amb 8 MB de memòria RAM com a mínim.
Windows 95 podia fallar durant l'arrancada en ordinadors amb aproximadament més de 480 MB de memòria. Reduint la mida de la memòria cau de fitxers o la mida de la memòria de vídeo podia solucionar el problema. La memòria màxima segons Microsoft que podia suportar Windows 95 era de 2 GB.
Windows 95 va ser substituït pel Windows 98 i es pot actualitzar directament a Windows 2000 Professional o Windows ME. Office 2000 és l'última versió de Microsoft Office compatible amb Windows 95; de la mateixa manera, Windows Media Player 7.1, publicat el maig de 2001, i DirectX 8.0a, publicat el febrer de 2001, són les últimes versions d'aquests dos productes compatibles amb Windows 95. El 31 de desembre de 2001, Microsoft va posar fi al suport per a Windows 95, convertint-se en un producte obsolet.

## Distribució
La major part de les copies de Windows 95 estaven en CD-ROM, però també n'hi havia una versió en disquet per a màquines antigues. La versió de disquet per minoristes de Windows 95 venia en 13 disquets amb format DMF. S'exclou el software addicional que la versió de CD-ROM si podria haver inclòs. DMF era un format especial de 21 sectors que Microsoft utilitzava per emmagatzemar 1,68 MB en lloc dels 1,44 MB habituals.

## Edicions
S'han publicat varies edicions de Windows 95. Només la versió original es va vendre al detall com a producte retractilat. Les edicions posteriors s'han proporcionat als fabricants d'equips informàtics per la seva instal·lació en ordinadors nous. Per aquesta raó, aquestes edicions es coneixen com a OEM Service Release (OSR).
Juntament amb la publicació del Windows 95, Microsoft va llançar el paquet Microsoft Plus! que contenia una sèrie de components addicionals per a ordinadors multimèdia de gamma alta, incloent Internet Explorer, DriveSpace i temes addicionals.
El primer Service Pack es va posar a disposició mig any després del llançament del sistema original i amb varies correccions d'errors.
El segon Service Pack va introduir principalment suport per a nou maquinari, sobretot per a discs durs de més de 2 GB en forma de sistema de fitxers FAT32. Aquesta versió mai es posar a disposició dels usuaris finals directament i només es va vendre a través dels fabricants d'equips originals amb la compra d'un ordinador nou.
Mai es va publicar un tercer Service Pack complet, però es van publicar dues actualitzacions més petites del segon SP en forma de suplement USB (OSR 2.1) i de Windows Desktop Update (OSR 2.5). Ambdós estaven disponibles com a actualitzacions independents i com a imatges de disc actualitzades i enviades pels fabricants d'equips originals. OSR 2.5 va destacar per presentar una sèrie de canvis en l'explorador de Windows, integrant-lo amb Internet Explorer 4.0

|                                | Nom en codi | Data                   | Versió             | Versió                                                           | Components de software | Components de software | Components de software | Components de software | Suport de maquinari | Suport de maquinari | Suport de maquinari | Suport de maquinari | Suport de maquinari | Suport de maquinari | Suport de maquinari | Suport de maquinari | Suport de maquinari            |
| Propietats del sistema         | Nom en codi | Data                   | Sistema de fitxers | MS-DOS                                                           | Internet Explorer      | DriveSpace             | DirectX                | FAT32                  | Infrarrojos         | UDMA                | IRQ steering        | USB                 | IEEE1394            | AGP                 | MMX                 | P6                  |                                |
| ------------------------------ | ----------- | ---------------------- | ------------------ | ---------------------------------------------------------------- | ---------------------- | ---------------------- | ---------------------- | ---------------------- | ------------------- | ------------------- | ------------------- | ------------------- | ------------------- | ------------------- | ------------------- | ------------------- | ------------------------------ |
| Windows 95 (OEM)               | Chicago     | 24 d'agost de 1995     | 4.00.950           | 4.00.950                                                         | 7.0                    | N/D                    | 2                      | N/D                    | No                  | No                  | No                  | No                  | No                  | No                  | No                  | Bugs                | Bugs                           |
| Microsoft Plus! per Windows 95 | Frosting    | 24 d'agost de 1995     | N/D                | 4.40.310                                                         | 7.0                    | 1.0                    | 3                      | N/D                    | No                  | No                  | No                  | No                  | No                  | No                  | No                  | Bugs                | Bugs                           |
| Service Pack 1                 | N/D         | 14 de febrer de 1996   | 4.00.950a          | 4.00.951                                                         | 7.0                    | 2.0                    | 2                      | N/D                    | No                  | Sí                  | No                  | No                  | No                  | No                  | No                  | Bugs                | Bugs                           |
| OEM Service Release 1          | N/D         | 14 de febrer de 1996   | 4.00.950a          | 4.00.951                                                         | 7.0                    | 2.0                    | 2                      | N/D                    | No                  | Sí                  | No                  | No                  | No                  | No                  | No                  | Bugs                | Bugs                           |
| OEM Service Release 2          | Detroit     | 24 d'agost de 1996     | 4.00.950 B         | 4.00.1111                                                        | 7.1                    | 3.0                    | 3                      | 2.0a                   | Sí                  | Sí                  | Sí                  | Sí                  | No                  | Sí                  | No                  | Sí                  | Sí with updated USB supplement |
| USB Supplement to OSR2         | N/D         | 27 d'agost de 1997     | 4.00.950 B         | 4.03.1212 4.03.1214 4.03.1216 (amb el suplement USB actualitzat) | 7.1                    | 3.0                    | 3                      | 2.0a                   | Sí                  | Sí                  | Sí                  | Sí                  | Sí                  | Sí                  | Sí                  | Sí                  | Sí with updated USB supplement |
| OEM Service Release 2.1        | N/D         | 27 d'agost de 1997     | 4.00.950 B         | 4.03.1212 4.03.1214 4.03.1216 (amb el suplement USB actualitzat) | 7.1                    | 3.0                    | 3                      | 2.0a                   | Sí                  | Sí                  | Sí                  | Sí                  | Sí                  | Sí                  | Sí                  | Sí                  | Sí with updated USB supplement |
| OEM Service Release 2.5        | N/D         | 26 de novembre de 1997 | 4.00.950 C         | 4.03.1216                                                        | 7.1                    | 4.00                   | 3                      | 5.0                    | Sí                  | Sí                  | Sí                  | Sí                  | Sí                  | Sí                  | Sí                  | Sí                  | Sí with updated USB supplement |

1. ↑  La versió que es mostra a la pestanya "Propietats del sistema". Clic amb botó dret del ratolí a "Mi PC" i selecciona "Propietats".
2. ↑  La versió dels fitxers de sistema actualitzats. S'ha de tenir en compte que la majoria dels fitxers que no han estat actualitzats sovint conserve el seu antic número de versió. Els números de versió no s'utilitzen sistemàticament: alguns fitxers de sistema poden tenir números de compilació més antics o més recents o utilitzar un esquema de numeració de versió separat dels fitxers de sistema normals.
3. ↑  Actualitzable a 5.5
4. ↑  Actualitzable a 8.0a
5. ↑  Alguns components tenen un número més alt de build, de fins a 955.
6. ↑  Llançament original del suplement USB per a OSR2.
7. ↑  Versió actualitzada del suplement USB per a OSR2.